# نوربرت برينكمان
نوربرت برينكمان (بالألمانية: Norbert Brinkmann )‏ (و. 1912 – 1997 م) هو سياسي، من ألمانيا، ولد في ترير، كان عضوًا في الاتحاد الديمقراطي المسيحي، والحزب النازي، توفي في ساربروكن، عن عمر يناهز 85 عاماً.

## مناصب
تولى منصب عضو مجلس الشورى الموحد سارلاند.